# Baptisia tinctoria
Baptisia tinctoria là một loài thực vật có hoa trong họ Đậu. Loài này được (L.) Vent. miêu tả khoa học đầu tiên.

## Hình ảnh

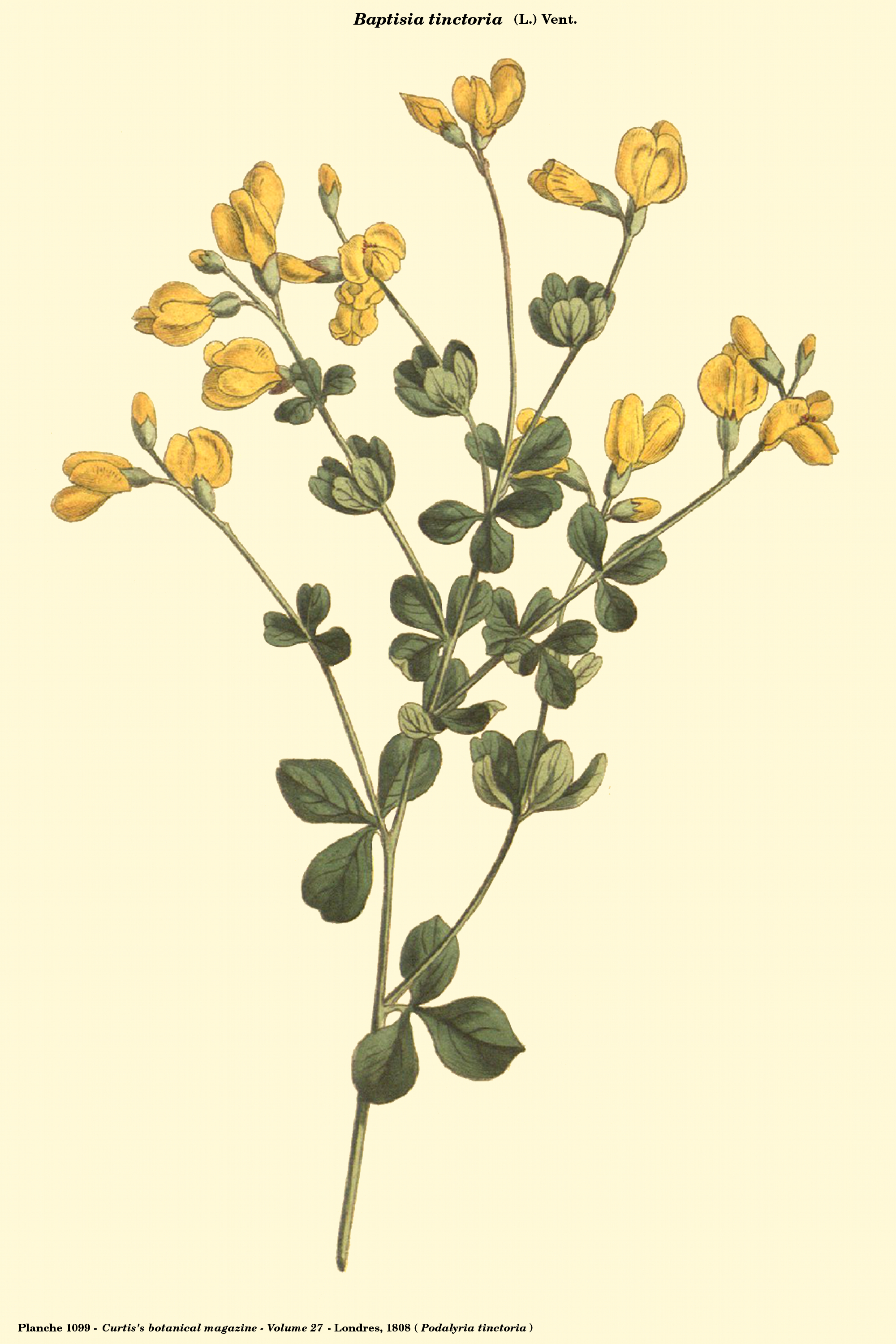
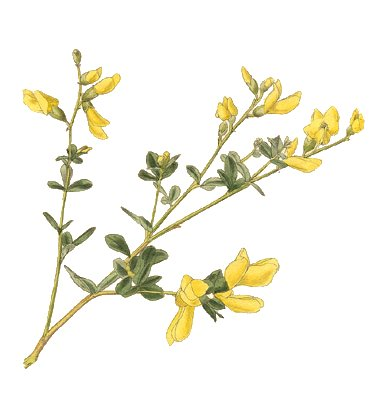
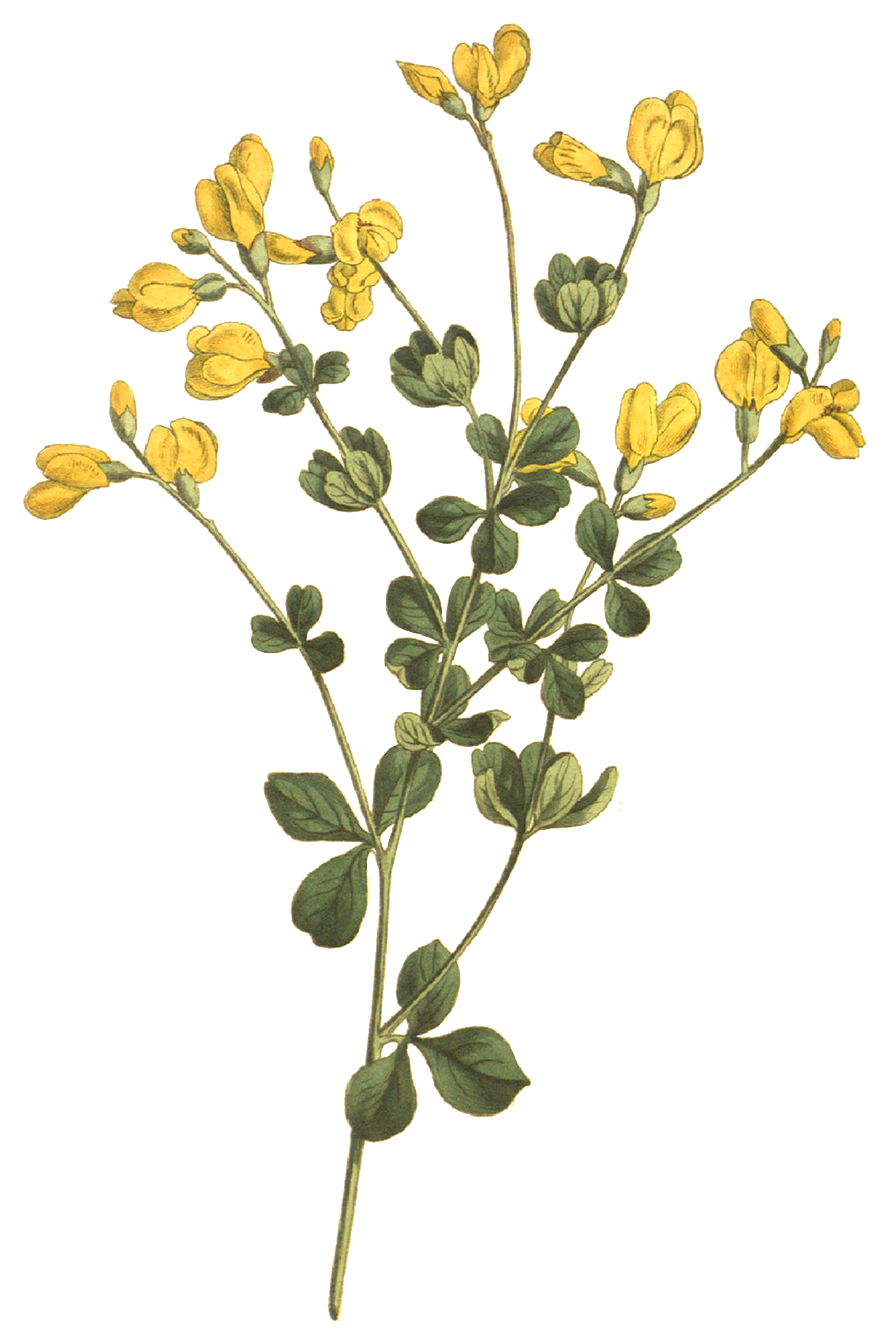
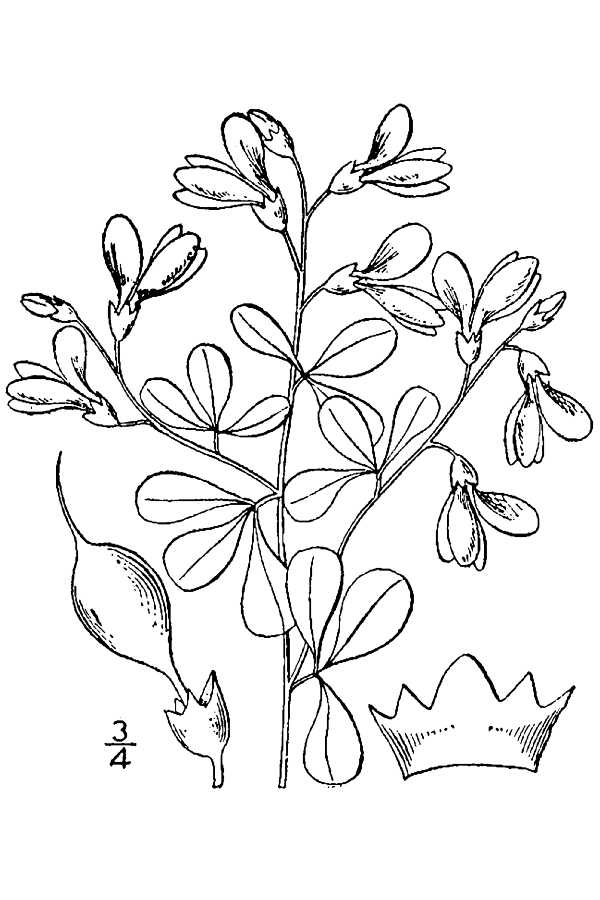